# Viara Vatatjka
Viara Vatatjka född den 20 februari 1980 i Sofia, Folkrepubliken Bulgarien, är en bulgarisk gymnast.
Vatatjka tog OS-silver i rytmisk gymnastik för trupper i samband med de olympiska gymnastiktävlingarna 1996 i Atlanta.